# Weibel m/1932轻机枪
Weibel M/1932 ，是丹麦用来取代麥德森輕機槍的一代轻机枪。1932年定型。使用20发可拆卸式弹匣，運用7×44毫米弹。在当时认为这种枪弹威力不够，但今天看来，却是一种中等威力弹药，因此有着類似其他中等威力弹的弹道特性。例如：7.92×33毫米Kurz，7.62×45毫米vz. 52以及7.62×39毫米M43弹藥。Weibel对于突击步枪来说是有着先师意义的一块奠基石。